# 长梗匙叶五加
长梗匙叶五加（学名：Eleutherococcus rehderianus var. longipedunculatus）为五加科五加属匙叶五加的变种。分布在中国大陆的甘肃、陕西等地，生长于海拔2,300米的地区，一般生长在森林中，目前尚未由人工引种栽培。